# 贡纳尔·格伦
贡纳尔·格伦（瑞典語：Gunnar Gren，1920年10月31日—1991年11月10日），瑞典男子足球运动员，司职前锋。他曾代表瑞典国家队参加1948年夏季奥林匹克运动会足球比赛，获得一枚金牌。